# 松下俊男
松下 俊男（まつした としお、1944年（昭和19年）2月22日 - 2017年（平成29年）5月2日）は、日本の政治家。福岡県中間市出身で、同市市長を3期務めた。位階は従五位。

## 来歴・人物
- 1959年 - 中間市立中間北中学校卒業。
- 1962年-八幡大学付属高等学校（九州国際大学付属高等学校）卒業。
- 1966年-福岡大学商学部卒業。
- 1969年 - 中間市役所入庁。
- 1999年 - 教育部長。
- 2000年 - 中間市助役就任[5]
- 2005年 - 中間市長に初当選
- 2009年 - 中間市長に再選
- 2013年 - 中間市長に3選
- 2017年 - 胸腺がんのため、中間市内の病院で死去。73歳没[3]。没後、従五位への追叙並びに旭日小綬章を追贈された[6]。